# Mộc Hoa Lê

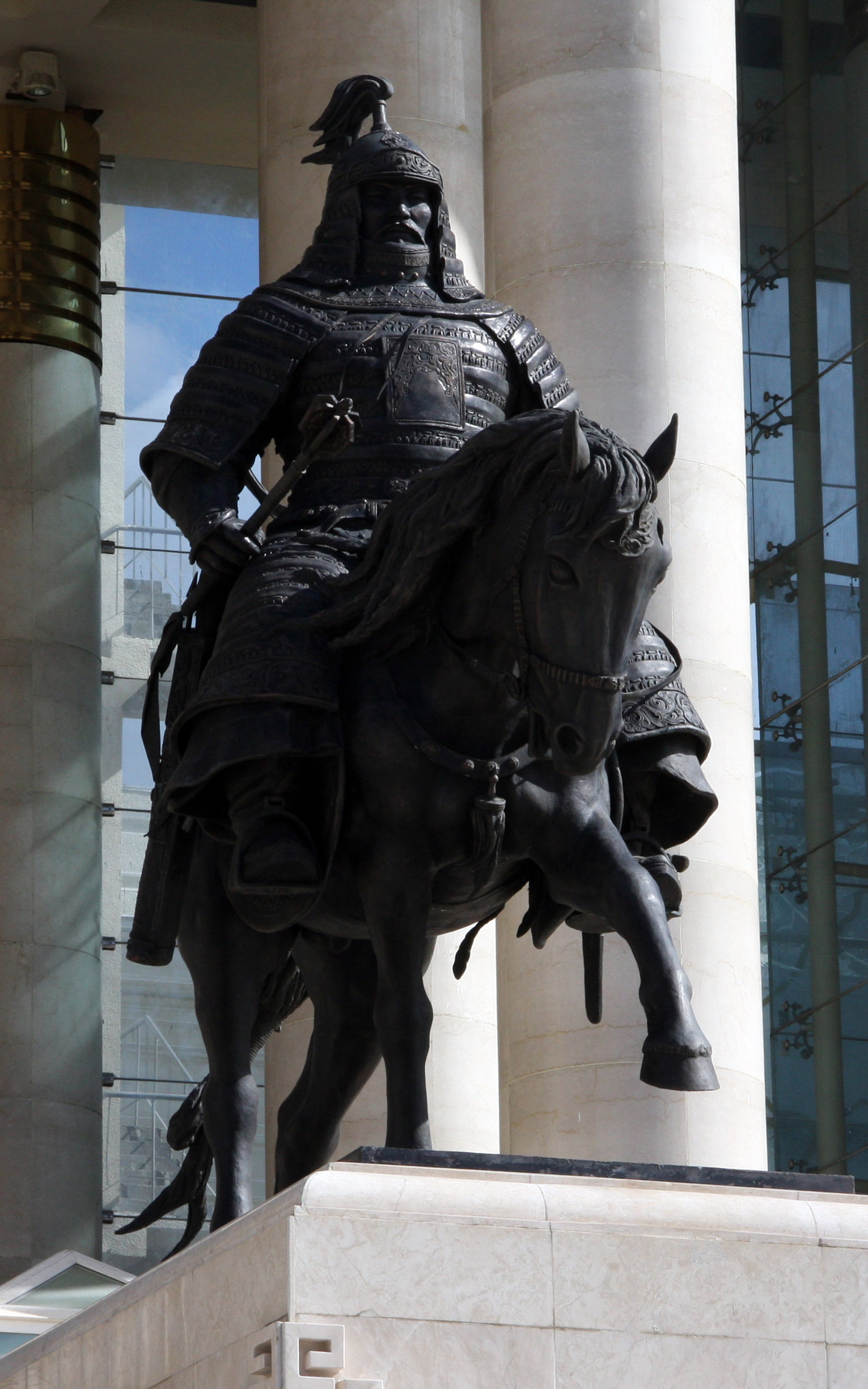
Tượng Mộc Hoa Lê

Mộc Hoa Lê (Muqali, tên theo chữ Hán: 木華黎; sinh 1170- mất 1223) là một võ tướng Mông Cổ và là một trong Tứ kiệt của Thành Cát Tư Hãn (gồm có bốn chiến binh Mông Cổ có sức mạnh và đồng thời là bốn vị chiến tướng anh dũng, thiện chiến trên chiến trường là Giả Lặc Miệt, Bác Nhĩ Truật, Tốc Bất Đài và Mộc Hoa Lê). Ông là một trong những vị tướng vĩ đại nhất từng phò tá Thành Cát Tư Hãn chinh trong các chiến dịch lớn, từ việc thống nhất các bộ lạc Mông Cổ đến việc đảm nhiệm vị trí chủ lực trong cuộc chinh phạt nhà Kim, cùng nhiều trận đánh giúp đế quốc Mông Cổ kiểm soát hầu hết các vùng Trung Á và Đông Á.

## Sự nghiệp
Mộc Hoa Lê thuở nhỏ sống cùng bộ lạc của Thiết Mộc Chân, nổi tiếng nhờ sức mạnh phi thường, sở trường là đô vật, cưỡi ngựa, bắn cung, hay thuật truy vết. Năm 1206, Mộc Hoa Lê đã phò tá Thiết Mộc Chân lên ngôi Đại Hãn (tức Thành Cát Tư Hãn, lập ra đế quốc Mông Cổ. Trong lễ đăng quang của Thành Cát Tư Hãn, Mộc Hoa Lê được trao quyền chỉ huy của một Vạn hộ tức tumen (đơn vị quân sự 10.000 người) và kiểm soát các bộ lạc phía đông đế quốc. Khi Thành Cát Tư Hãn quyết định phát động chiến tranh với đế quốc Hoa Thích Tử Mô (Khwarezmid), ông đã được trao quyền kiểm soát tất cả các lực lượng thân binh Mông Cổ và được phong vương.

## Phạt Kim
Năm 1211, Thành Cát Tư Hãn cùng bốn con trai Truật Xích (Jochi), Sát Hợp Đài (Chagatai), Oa Khoát Đài (Ogedei), Đà Lôi (Tolui) bên cạnh những tướng lĩnh dày dặn kinh nghiệm trận mạc như Triết Biệt (Jube) và Mộc Hoa Lê dẫn quân xâm lược lãnh thổ nhà Kim ở miền bắc Trung Quốc. Khi quân Kim tập trung hinh lực giữ Vạn Lý Trường Thành, quân Mông Cổ lại dẫn quân vượt Trường Thành bằng cách đi vòng qua vùng Hà Tây, tiến đánh Tây Kinh (tức Đại Đồng), nhiều nơi khác ở vùng Thiểm-Cam, vùng Liêu Đông và cuối cùng là Trung Đô (Bắc Kinh) - thủ đô của nước Kim. Từ năm 1215, khi Thành Cát Tư Hãn rút quân về bờ bắc sông Hoàng Hà để trú đông và ổn định lực lượng, một bộ phận quân Mông Cổ do tướng Mộc Hoa Lê chỉ huy ở lại chiếm đóng trên vùng lãnh thổ mới thu phục trên đất Kim, như Liêu Đông, Liêu Tây, Hà Bắc, Sơn Tây và Thiểm Tây. Cùng năm đó, Mộc Hoa Lê đã chỉ huy kỵ binh Mông Cổ chiến thắng quân kim trong trận Đồng Quan. Vua Kim chỉ còn giữ được vùng Hà Nam trong tình thế khốn đốn. Bấy giờ đất thực dân của người Mông Cổ đã giáp liền với biên giới nước Nam Tống.
Những cuộc hành quân của Mộc Hoa Lê và con trai Bột Lỗ đã uy hiếp cả hai nước Tống-Kim. Năm 1226, Thành Cát Tư Hãn lại lên đường tiến về phía đông, với mục tiêu đầu tiên là thu phục nước Tây Hạ. Kết quả, các đô thị lớn như Cam Châu, Túc Châu bị chiếm. Mùa đông năm đó, quân Mông Cổ vượt Hoàng Hà, tiêu diệt 30 vạn quân Tây Hạ bên bờ sông. Năm 1227, Thành Cát Tư Hãn ra lệnh cho Mộc Hoa Lê vây hãm Yên Kinh, đồng thời sai Triết Biệt đóng quân dọc đường từ Khai Phong tới Yên Kinh nhằm chặn đánh tất cả các đoàn tiếp tế lương thảo về phía bắc. Nhưng đến mùa xuân năm đó, thành Yên Kinh vẫn đứng vững, mặc dù lương thực trong thành dần cạn kiệt, vì bị cắt đứt cả hai nguồn tiếp tế chủ yếu: từ các châu, huyện Hoa Bắc, và từ Biện Lương ở phía nam. Lúc này, vị tướng trấn thủ Yên Kinh quyết định dẫn quân đột phá vòng vây, nhưng các tướng lĩnh dưới quyền đều phản đối. Ông phải dùng máu viết cấp báo lên vua Kim, phân phát tài vật cho thuộc hạ, rồi uống thuốc độc tự vẫn. Đêm đó, các tướng sĩ tranh đoạt lẫn nhau, không ai giữ cửa thành. Một vài toán quân bị bại, mở toang cửa thành ra hàng Mông Cổ. Mộc Hoa Lê dẫn 15.000 kị binh, cùng 30 binh đoàn thân binh Trung Quốc tràn vào Yên Kinh. Kị binh phi trên xác quân lính và dân chúng. Họ còn đốt phá khắp nơi. Kết quả, có tới 50.000 quân Kim bị giết với khoảng 500.000 dân chúng chết trong đám loạn quân. Khoảng 100.000 phụ nữ lên thành nhảy xuống tự tử, vì sợ bị hãm hiếp. Trong ba tháng, thành Yên Kinh vẫn còn bốc cháy.
Sau đó, nhà Kim phải dời đô về Biện Kinh (tức Khai Phong) để tránh người Mông Cổ. Nước Kim từ đó liên tục thất bại, không kháng cự nổi. Các lực lượng vũ trang nông dân mặc áo đỏ nổi dậy chống lại nhà Kim, dưới tên gọi Hồng áo quân. Năm 1217, tướng Mộc Hoa Lê chỉ huy quân Mông Cổ tiếp tục xâm chiếm đất đai của Kim. Năm 1223, Mộc Hoa Lê đánh vào Thiểm Tây, tấn công Trường An. Tại đây lực lượng của Kim rất mạnh, đông tới 20 vạn người. Mộc Hoa Lê chuyển sang bao vây Phượng Tường với lực lượng 10 vạn người. Cuộc bao vây kéo dài hơn 1 tháng và quân Mông Cổ bị quấy rối bởi các lực lượng địa phương trong khi quân tiếp viện của Tây Hạ không đến (Mộc Hoa Lê sau đó chết bệnh vì uất ức và quân Mông Cổ rút lui). Khi hai bên giao chiến ở vùng Sơn Đông, dọc đường mười nhà thì chín nhà bỏ trống, người trên đường chạy nạn, quân Kim tan vỡ, quân lính thua trận chạy về cướp đoạt tiền bạc cưỡng dâm phụ nữ. Đà Lôi và Mộc Hoa Lê cầm quân đánh Kim, đại chiến mấy trận ở Sơn Đông đánh quân Kim đại bại tan rã. Quân sĩ còn lại của nước Kim tập trung ở cửa Đồng Quan, đóng chặt cửa quan cố thủ, không dám ra Sơn Đông nghênh chiến. Năm 1223, Mộc Hoa Lê chết, thế lực của Mông Cổ suy yếu hơn nên quân Kim có thể thu phục lại một số vùng như Hoắc châu, huyện Hồng Động. Tại phủ Hà Trung, Tuyên Tông bãi Hành tỉnh lập phủ Nguyên soái, bởi vì khi đó thành trì bị phá hoại, người Kim không có khả năng lưu giữ.

## Tề gia
Trong quá trình hầu cận cho Thành Cát Tư Hãn, Mộc Hoa Lê đã có công dàn xếp mâu thuẫn trong các bà vợ của Thành Cát Tư Hãn. Quyển Mông cổ bí sử có chép lại việc này như sau: "Mộc Hoa Lê về tới trại, lạy chào Bật Tê xong, đứng lặng thinh không nói một lời nào cả. Bà hỏi về sức khoẻ của Khả hãn và tất cả những kẻ thân cận mà bà biết, sau cùng không hỏi gì nữa mới hỏi đến lý do cuộc hành trình của Mộc Hoa Lê". Ông nói: "Ngài không theo phong tục tập quán cũ của dân ta, bất chấp lời can gián của hàng quý tộc. Ngài thích cái lều da báo sặc sỡ, và không đợi đến đêm tối, Ngài "ăn nằm" với nàng Cúc Lan ở những chỗ thật là không tiện... Ngài đã lấy nàng Cúc Lan làm vợ để bình định những bộ lạc ở xa... và vì vậy mà Ngài sai tiểu tướng về trình cho lệnh bà hay biết". Bật Tê nói: "Khả hãn nên ban cho Cúc Lan một cái lều mới." Sau cuộc dàn xếp này, Thiết Mộc Chân nghe như trút được gánh nặng ngàn cân, tiếp tục về Onon trong niềm hoan hỉ. Rồi truyền lệnh dựng riêng cho Cúc Lan một đoàn trại, có bầy gia súc riêng ở gần trại của Bật Tê.